# 자전거 도둑 (영화)
《자전거 도둑》(自轉車 도둑, 이탈리아어: Ladri di biciclette, 영어: Bicycle Thieves)은 1948년 비토리오 데 시카가 연출한 이탈리아 네오리얼리즘 드라마 영화다. 제2차 세계 대전 이후의 로마에서 도난당한 자전거를 찾아 헤매는 가난한 아버지의 이야기를 다룬다. 자전거가 없으면 어린 가족의 구원이 될 새 일자리를 잃게 될 처지에 놓인다.
루이지 바르톨리니의 1946년 소설을 체사레 차바티니가 각색했으며, 절박한 아버지 역에 람베르토 마조라니, 용감한 어린 아들 역에 엔초 스타이올라가 출연했다. 《자전거 도둑》은 1950년 아카데미 공로상(가장 뛰어난 외국어 영화)을 수상했고, 1952년 《사이트 앤 사운드》지가 실시한 영화제작자와 평론가들의 설문조사에서 역대 최고의 영화로 선정되었다. 50년 후 같은 잡지가 실시한 또 다른 설문조사에서는 역대 최고의 영화 중 6위를 차지했다. 2012년 버전의 목록에서는 평론가들 사이에서 33위, 감독들 사이에서 10위를 기록했다.
터너 클래식 무비는 이 영화를 영화사에서 가장 영향력 있는 영화 중 하나로 꼽았으며, 고전 영화의 정전으로 여겨진다. 1958년 세계 박람회에서 저명한 브뤼셀 12선 투표에서 3위를 차지했고, 2010년 《엠파이어》지의 "세계 영화 100선" 중 4위를 차지했다. 또한 이탈리아 문화유산부가 선정한 '보존해야 할 이탈리아 영화 100선'에도 포함되었는데, 이는 "1942년부터 1978년 사이에 국가의 집단 기억을 변화시킨 100편의 영화" 목록이다.

## 내용
제2차 세계 대전 이후의 로마에서 안토니오 리치는 아내 마리아와 아들 브루노, 그리고 어린 아기를 부양하기 위해 절실히 일자리가 필요했다. 광고 전단을 부착하는 일자리를 제안받았지만, 자전거가 필요한 일이라 수락할 수 없다고 마리아에게 말한다. 마리아는 단호히 가난한 가정에게는 귀중한 재산인 혼수 침대 시트를 벗겨 전당포로 가져가고, 그 돈으로 안토니오의 자전거를 되찾는다.
첫 출근날, 안토니오가 사다리 꼭대기에 있을 때 한 청년이 그의 자전거를 훔친다. 안토니오는 그를 쫓지만 도둑의 공범들 때문에 추적에 실패한다. 경찰은 안토니오의 신고를 접수하지만 할 수 있는 일이 거의 없다고 말한다.
도난품이 종종 피아차 비토리오 시장에서 나타난다는 조언을 받고, 안토니오는 아들과 함께 몇몇 친구들과 그곳으로 간다. 안토니오의 것일 수도 있는 자전거 프레임을 발견하지만, 상인들은 일련번호를 확인하는 것을 허락하지 않는다. 그들이 카라비니에레를 부르자, 그는 상인들에게 일련번호를 읽도록 명령한다. 분실된 자전거와 일치하지 않았지만, 경찰관은 그들이 직접 확인하는 것을 허락하지 않는다.
포르타 포르테세 시장에서 안토니오와 브루노는 한 노인과 함께 있는 도둑으로 의심되는 사람을 발견한다. 도둑은 그들을 따돌리고 노인은 모르는 척한다. 그들은 노인을 교회까지 따라가지만 그도 그들을 피해 사라진다.
안토니오는 도둑을 매춘가까지 쫓아가지만, 그곳 사람들이 그들을 내쫓는다. 거리에서 적대적인 이웃들이 모여들고 안토니오가 도둑을 고발하자, 도둑은 마침 발작을 일으키고 군중은 안토니오를 비난한다. 브루노가 경찰관을 데려오고, 경찰관은 도둑의 아파트를 수색하지만 성과가 없다. 경찰관은 안토니오에게 증인도 없고 이웃들이 분명히 도둑의 알리바이를 제공할 것이기 때문에 사건이 약하다고 말한다. 안토니오와 브루노는 군중의 조롱과 위협 속에서 절망적으로 그곳을 떠난다.
집으로 가는 길에 그들은 스타디오 나치오날레 PNF 축구 경기장에 도착한다. 안토니오는 출입구 근처에 방치된 자전거를 보고 고뇌에 찬 망설임 끝에, 브루노에게 전차를 타고 근처 정류장에서 기다리라고 지시한다. 안토니오는 방치된 자전거 주위를 맴돌다가 올라탄다. 순식간에 소동이 일어나고 전차를 놓친 브루노는 아버지가 쫓기고, 포위당하고, 자전거에서 끌려내리는 것을 충격적으로 목격한다. 안토니오가 경찰서로 끌려가려 할 때, 자전거 주인이 눈물 흘리는 브루노를 발견하고 순간의 연민으로 다른 사람들에게 안토니오를 풀어주라고 한다.

안토니오와 브루노는 밀려드는 군중 속에서 천천히 걸어간다. 안토니오는 눈물을 참고 브루노는 그의 손을 잡는다.

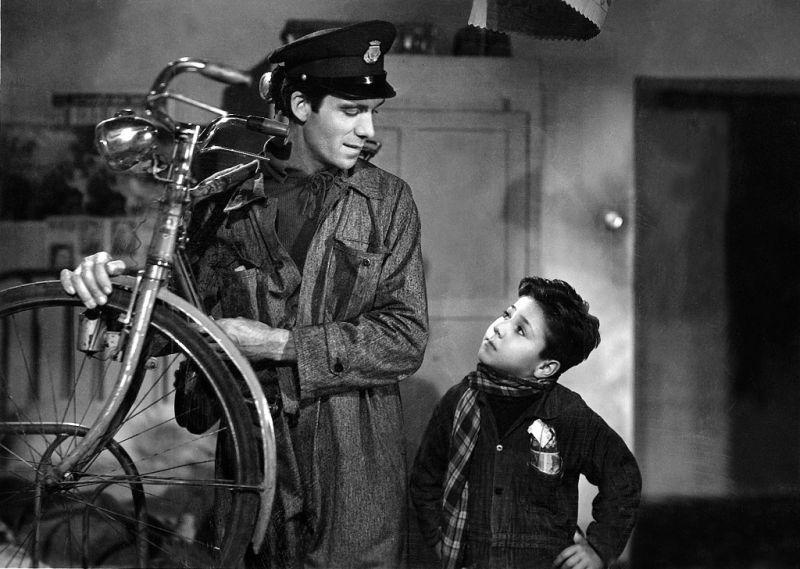
전당포에서 되찾은 자전거
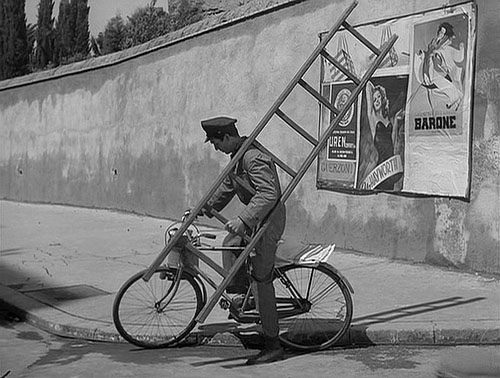
출근 첫날
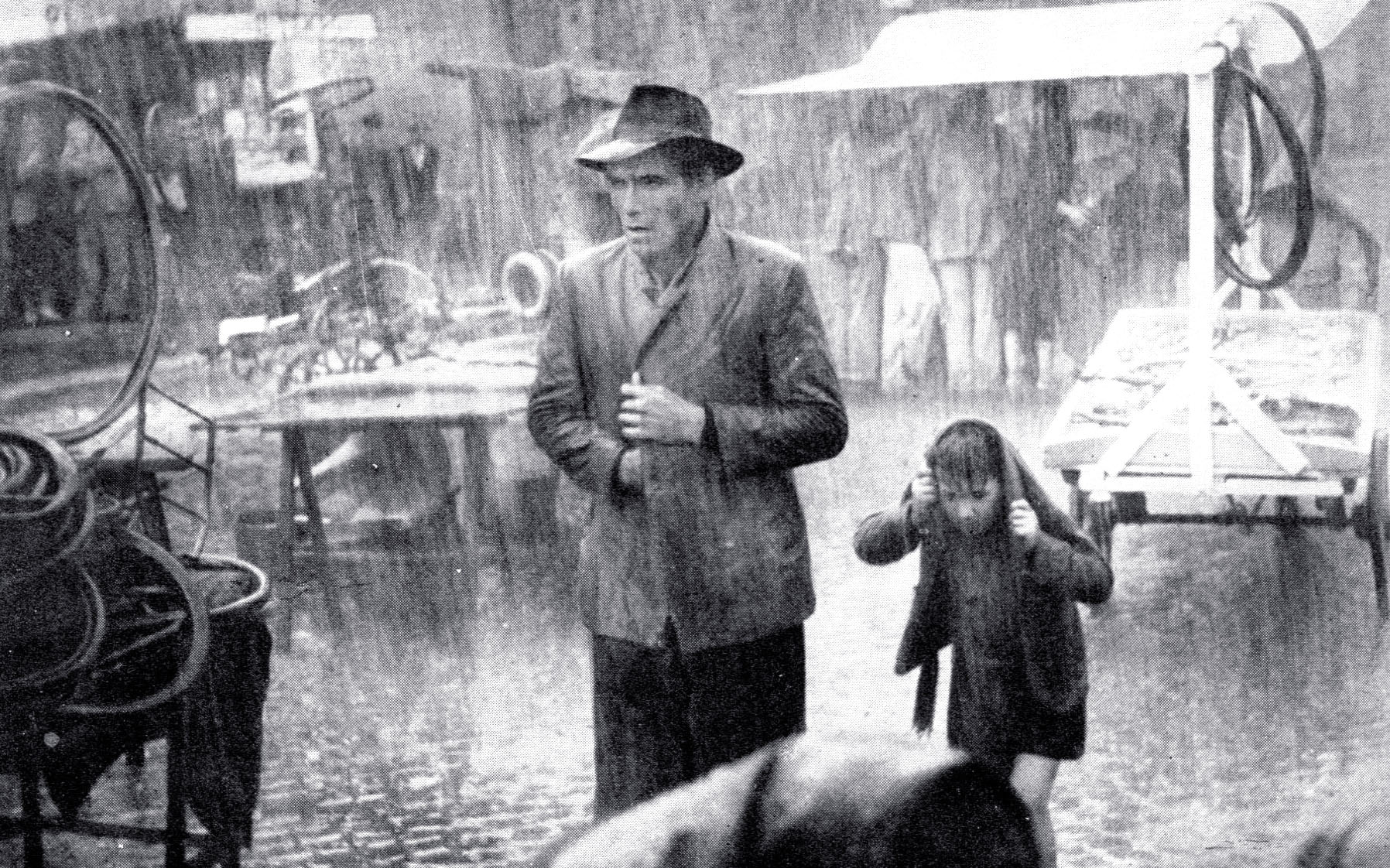
도난당한 자전거를 찾아서
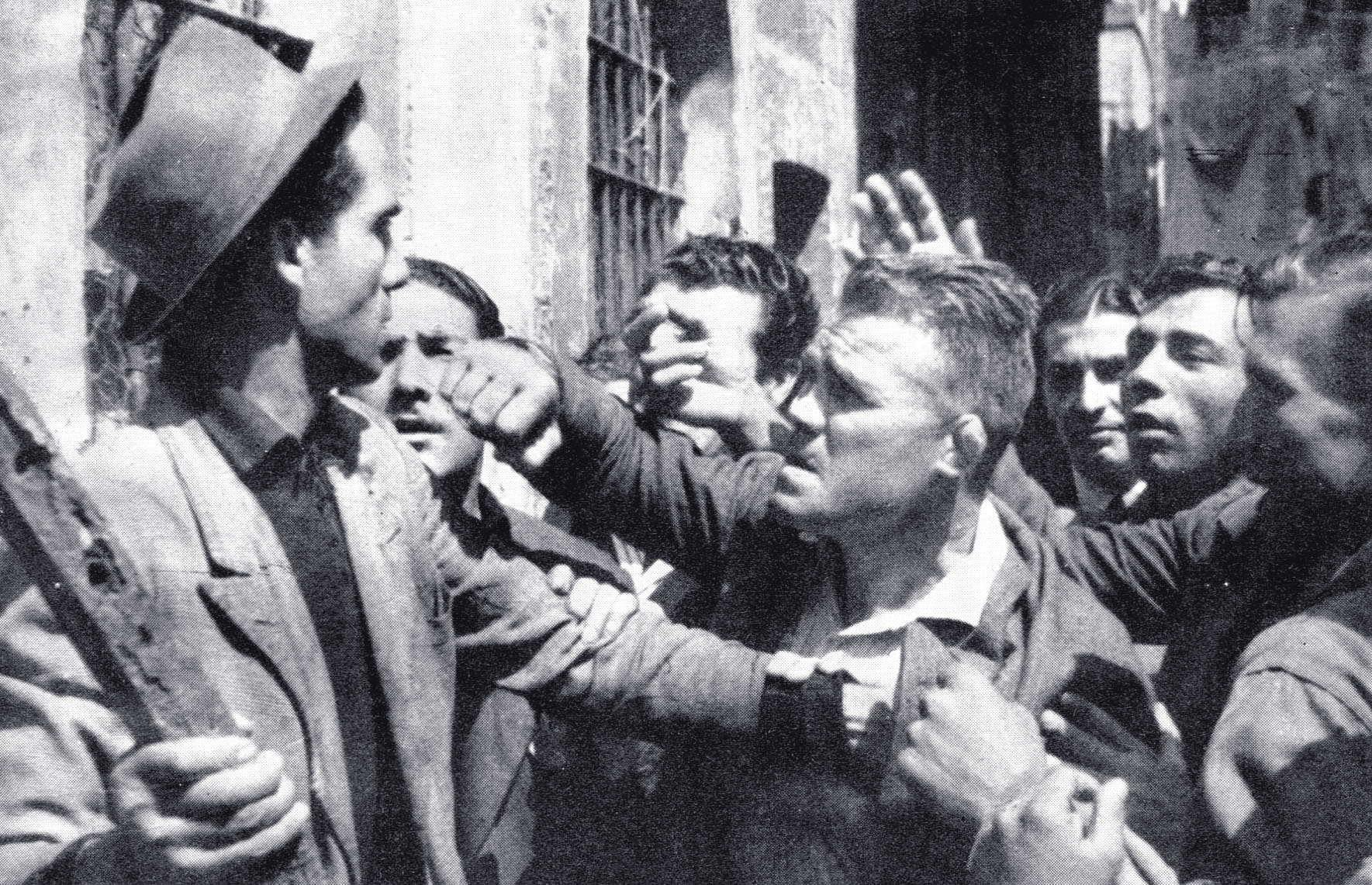
도둑의 이웃들이 안토니오를 위협하다
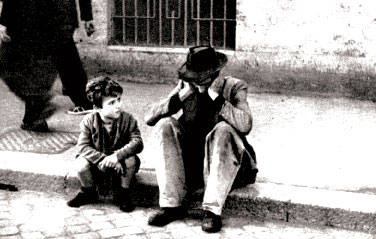
모든 것이 절망적으로 보이다

## 출연
- 람베르토 마조라니 - 안토니오 리치 역
- 엔초 스타이올라 - 브루노 리치(안토니오의 아들) 역
- 리아넬라 카렐 - 마리아 리치(안토니오의 아내) 역
- 지노 살타메렌다 - 바이오코(찾는 것을 도와주는 안토니오의 친구) 역
- 비토리오 안토누치 - 알프레도 카텔리(자전거 도둑) 역
- 줄리오 키아리 - 거지 역
- 엘레나 알티에리 - 자선가 여인 역
- 카를로 야키노 - 거지 역
- 미켈레 사카라 - 자선단체 비서 역
- 엠마 드루에티
- 파우스토 구에르초니 - 아마추어 배우 역
- 줄리오 바티페리 - 진범을 보호하는 시민 역(크레딧 없음)
- 이다 브라치 도라티 - 라 산토나 역(크레딧 없음)
- 난도 브루노(크레딧 없음)
- 에올로 카프리티(크레딧 없음)
- 멤모 카로테누토(크레딧 없음)
- 조반니 코포랄레(크레딧 없음)
- 세르지오 레오네 - 신학생 역(크레딧 없음)
- 마리오 메니코니 - 메니코니(길거리 청소부) 역(크레딧 없음)
- 마시모 란디시 - 식당의 부유한 아이 역(크레딧 없음)
- 체코 리소네 - 피아차 비토리오의 경비원 역(크레딧 없음)
- 페피노 스파다로 - 경찰관 역(크레딧 없음)
- 움베르토 스파다로(크레딧 없음)

## 감상
배우이기도 한 데 시카가 2차대전 후 일약 자기 자신의 프로덕션을 설립하고서 이를 촬영한 네오리얼리즘의 대표작이다. 주역인 노동자 부자는 어디까지나 소재로서 등장시킨 인물이며, 올로케로써 생생한 전후의 풍경을 배경으로 싱싱하게 그 영상을 표현했다. 《구두닦기》에 이어 시카의 제2작품이며, 로셀리니의 작품과 함께 세계적인 영향을 미쳤다. 그의 콤비이며 각본가인 체사레 차바티니는 당시 가장 대표적인 네오 리얼리즘의 이론가였다.

## 같이 보기
- 역대 최고의 영화 목록